# Nozawa Bonchō

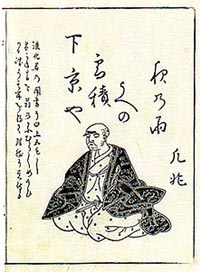
Nozawa Bonchō

Nozawa Bonchō (japanisch 野沢 凡兆; gestorben 1714) war ein japanischer Haiku-Dichter, einer der Zehn besten Schüler von Bashō.

## Leben und Wirken
Nozawa Bonchō stammte aus Kanazawa, gewöhnlich wurde er Chōjrō (長次郎) genannt. Er zog nach Kyōto und praktizierte dort als Arzt, wobei er sich in dieser Tätigkeit „Tatsuju“ (達寿) nannte. Er führte den Künstlernamen „Kasei“ (加生). In den Jahren 1690–1691 hatte er eine äußerst enge Beziehung zu Matsuo Bashō und war zusammen mit Mukai Kyorai (1651–1704) Herausgeber von „Sarumon“ (猿蓑) – etwa „Regenumhang eines Affen“. Diese Sammlung, die 1691 erschien, enthält vor allem Gedichte von gewöhnlichen Menschen, wobei Nozawa seine wahre Stärke zeigte, einprägsame beschreibende Gedichte zu schaffen. Allerdings hatte er ein zu starkes Selbstbewusstsein und konnte Bashōs Worten nicht leicht folgen.
Später entfremdete Nozawa sich von Bashō. Es kam zu einem Vorfall, der dazu führte, dass er eines Verbrechens beschuldigt und eingesperrt wurde. Auch nachdem er sich von Bashō entfremdet hatte, setzte er seine Haikai-Aktivitäten fort. Aber seine Werke verloren die hohe Qualität aus der Zeit von „Sarumon“. Seine Frau war ebenfalls eine Haiku-Dichterin unter dem Künstlernamen Hakō (羽紅).